# آدم دوداس
آدم دوداس (بالبولندية: Adam Duda)‏ (29 أبريل 1991 بغدانسك في بولندا - ) هو لاعب كرة قدم بولندي في مركز الهجوم. لعب مع ليخيا غدانسك وويدزي لودز وMKP Pogoń Siedlce ‏ وChojniczanka Chojnice ‏.